# 和田万吉
和田 万吉（わだ まんきち、慶応元年8月18日（1865年10月7日） - 昭和9年（1934年）11月21日）は、明治から昭和にかけての国文学者・図書館学者・書誌学者。今沢慈海と並んで日本に本格的な図書館学を導入した人物として知られている。美濃国大垣出身。

## 経歴
大垣藩士和田為助の子として、大垣城城下町の東長町に生まれる。明治23年（1890年）に東京帝国大学国文科を卒業して東京帝国大学付属図書館大学に奉職する。明治25年（1892年）から4年間は学習院教授を兼ねる。明治29年（1896年）に東京帝国大学助教授兼附属図書館司書官となり、翌明治30年（1897年）に図書館長に昇進、以後27年間にわたって館長を務めた。
明治43年（1910年）に欧米に留学して図書館事情などを研究して帰国、帰国後日本で最初の図書館学の講義を担当し、日本文庫協会（後の日本図書館協会）や文部省図書館員教習所の創設などにも携わり、今沢慈海と並んで日本の図書館学の先駆者として高く評価されている。国文学の分野においても、古版本など出版史関係の研究や近世文学作品の本文校訂などに実績を残し、特に謡曲や曲亭馬琴関係の研究で知られた。
大正7年（1918年）には教授に昇進し、大正9年（1920年）には文学博士を授与された。だが、大正12年（1923年）の関東大震災で東京帝国大学附属図書館が焼失し、貴重な蔵書を多数失った責任を取るため、図書館長を辞任する。退官後は法政大学や東洋大学などの講師を務めた。
昭和9年（1934年）11月21日、脳溢血のため本郷区駒込西片町（現・文京区西片）の自宅で死去。享年70。

## 栄典
- 1908年（明治41年）6月25日 ： 勲六等瑞宝章[4]
- 1924年（大正13年）3月15日 ： 正四位[5]

外国勲章佩用允許
- 1927年（昭和2年）3月1日 - ベルギー王国：クーロンヌ勲章（フランス語版、オランダ語版）コマンドゥール章[6]

## 家族・親族
東京帝国大学総長を務めた松井直吉を兄に持つ。
娘は、政治学者で後に参議院議員となった佐々弘雄に嫁いだ。外孫に佐々克明・佐々淳行らがいる。